# Turówka (obwód iwanofrankiwski)
Turówka (ukr. Турівка) – wieś na Ukrainie w rejonie rożniatowskim obwodu iwanofrankiwskiego.